# Denemarken op het Eurovisiesongfestival 2007
Denemarken werd op het Eurovisiesongfestival 2007 in Helsinki vertegenwoordigd door DQ met het lied Drama Queen. Het was de 36ste deelname van Denemarken aan het songfestival.

## Selectieprocedure
De Dansk Melodi Grand Prix werd dit jaar gehouden in Horsens. Voor het eerst werd de selectie uitgesmeerd over drie avonden. Na twee halve finales en wildcardrondes bleven er nog tien artiesten over voor de finale.
De winnaar werd gekozen door televoting.

### Halve finale 1
| Volgorde | Artiest                                        | Lied                   |
| -------- | ---------------------------------------------- | ---------------------- |
| 1        | Christoffer Brodersen                          | Paparazzi              |
| 2        | Jacob Andersen                                 | Listen To Love         |
| 3        | Dariana Charquero Baez & Olau Finnemann Scheel | Flammer Indeni         |
| 4        | Annette Heick                                  | Copenhagen Airport     |
| 5        | Danni Elmo                                     | Meaning Of Life        |
| 6        | Heidi Degn                                     | On Top Of The World    |
| 7        | Annika Askman                                  | Fly                    |
| 8        | Cammille ft. DJ Mary                           | It Ain't For The Money |

### Halve finale 2
| Volgorde | Artiest            | Lied                        |
| -------- | ------------------ | --------------------------- |
| 1        | DQ                 | Drama Queen                 |
| 2        | Aud Wilken         | Husker Du                   |
| 3        | Jørgen Olsen       | Vi Elsker Bare Danske Piger |
| 4        | Julie Lund         | Merhaba                     |
| 5        | Stig Rossen        | Så Nær Som Nu               |
| 6        | Katrine Falkenberg | It's A Beautiful Day        |
| 7        | James Sampson      | Say You Love Me             |
| 8        | Me & My            | Two Are Stronger Than One   |

### Wildcardrondes
| Volgorde | Artiest             | Lied                   | Punten | Plaats |
| -------- | ------------------- | ---------------------- | ------ | ------ |
| 1        | Cammille ft DJ Mary | It Ain't For The Money | 11%    | 3de    |
| 2        | Aud Wilken          | Husker Du              | 18%    | 2de    |
| 3        | Julie Lund          | Merhaba                | 11%    | 3de    |
| 4        | DQ                  | Drama Queen            | 60%    | 1ste   |

| Volgorde | Artiesten                                      | Lied                        | Punten | Plaats |
| -------- | ---------------------------------------------- | --------------------------- | ------ | ------ |
| 1        | Jørgen Olsen                                   | Vi Elsker Bare Danske Piger | 47%    | 1st    |
| 2        | Christoffer Brodersen                          | Paparazzi                   | 22%    | 2nd    |
| 3        | Dariana Charquero Baez & Olau Finnemann Scheel | Flammer Ideni               | 12%    | 4th    |
| 4        | Heidi Degn                                     | On Top Of The World         | 18%    | 3rd    |

### Finale
| Volgorde | Artiest            | Lied                        | Punten | Resultaat |
| -------- | ------------------ | --------------------------- | ------ | --------- |
| 1        | Annette Heick      | Copenhagen Airport          | 0      | 7de       |
| 2        | Me & My            | Two Are Stronger Than One   | 8      | 6de       |
| 3        | Annika Askman      | Fly                         | 0      | 7de       |
| 4        | Katrine Falkenberg | It's A Beautiful Day        | 30     | 4de       |
| 5        | Jacob Andersen     | Listen To Love              | 12     | 5de       |
| 6        | Jørgen Olsen       | Vi Elsker Bare Danske Piger | 0      | 7de       |
| 7        | Danni Elmo         | Meaning Of Life             | 0      | 7de       |
| 8        | Stig Rossen        | Så Nær Som Nu               | 42     | 3de       |
| 9        | James Sampson      | Say You Love Me             | 52     | 2de       |
| 10       | DQ                 | Drama Queen                 | 56     | 1ste      |

## In Helsinki
Denemarken moest tijdens het songfestival eerst aantreden in de halve finale, als 12de na Albanië en voor Kroatië. Aan het eind van de avond bleek dat DQ niet bij de tien beste acts was geëindigd, waarmee Denemarken werd uitgeschakeld. Later werd bekend dat de inzending op de 19de plaats was geëindigd met 45 punten.
België en Nederland hadden respectievelijk 0 punten en 1 punt over voor deze inzending.

### Gekregen punten

#### Halve Finale
| 12 punten          | 10 punten            | 8 punten  | 7 punten              | 6 punten    |
| ------------------ | -------------------- | --------- | --------------------- | ----------- |
|                    |                      | - IJsland | - Verenigd Koninkrijk | - Malta     |
| 5 punten           | 4 punten             | 3 punten  | 2 punten              | 1 punt      |
| - Ierland - Israël | - Noorwegen - Zweden | - Servië  | - Andorra             | - Nederland |

### Punten gegeven door Denemarken

#### Halve Finale
Punten gegeven in de halve finale:
| 12 punten | Hongarije   |
| 10 punten | IJsland     |
| 8 punten  | Turkije     |
| 7 punten  | Noorwegen   |
| 6 punten  | Servië      |
| 5 punten  | Letland     |
| 4 punten  | Nederland   |
| 3 punten  | Zwitserland |
| 2 punten  | Polen       |
| 1 punt    | Wit-Rusland |

#### Finale
Punten gegeven in de finale:
| 12 punten | Zweden                |
| 10 punten | Turkije               |
| 8 punten  | Hongarije             |
| 7 punten  | Bosnië en Herzegovina |
| 6 punten  | Servië                |
| 5 punten  | Duitsland             |
| 4 punten  | Finland               |
| 3 punten  | Oekraïne              |
| 2 punten  | Rusland               |
| 1 punt    | Griekenland           |

1957 · 1958 · 1959 · 1960 · 1961 · 1962 · 1963 · 1964 · 1965 · 1966 · 1967-1977 · 1978 · 1979 · 1980 · 1981 · 1982 · 1983 · 1984 · 1985 · 1986 · 1987 · 1988 · 1989 · 1990 · 1991 · 1992 · 1993 · 1994 · 1995 · 1996 · 1997 · 1998 · 1999 · 2000 · 2001 · 2002 · 2003 · 2004 · 2005 · 2006 · 2007 · 2008 · 2009 · 2010 · 2011 · 2012 · 2013 · 2014 · 2015 · 2016 · 2017 · 2018 · 2019 · 2020 · 2021 · 2022 · 2023 · 2024 · 2025